# Vâlcelele (Călărași)
Vâlcelele è un comune della Romania di 1 839 abitanti, ubicato del distretto di Călărași, nella regione storica della Muntenia.
Il comune è formato dall'unione di 2 villaggi: Floroaica e Vâlcelele.